# Nu couché
Nu couché é uma pintura de óleo sobre tela de 1917 feita pelo artista italiano Amedeo Modigliani. É uma de suas pinturas mais amplamente reproduzidas e expostas.

## Venda em 2015
A pintura foi vendida por 170.405.000 de dólares em um leilão na Christie's de Nova York em 9 de novembro de 2015, um recorde para uma pintura Modigliani e que colocou a obra entre as pinturas mais caras já vendidas. O comprador foi o empresário chinês Liu Yiqian.

## Pintura
A pintura é uma das famosas séries de nus que Modigliani pintou em 1917 sob o patrocínio de Léopold Zborowski, seu negociador polonês. Acredita-se que ela tenha sido incluída na primeira e única exposição de arte de Modigliani em 1917, na Galeria Berthe Weill, que foi encerrada pela polícia. As notas da Christie's para a venda de pintura de novembro de 2015 observaram que este grupo de nus de Modigliani serviu para reafirmar e revigorar o nu como sujeito da arte modernista.
O crítico de arte do The Guardian, Jonathan Jones, observa que Modigliani continua a tradição da Vênus de Urbino de Ticiano. Essa tradição de glorificar o corpo humano infunde a sexualidade do nu de Modigliani, reinventada uma década antes pelas pinturas de Pablo Picasso e Henri Matisse. Jones observa que Modigliani era um artista religioso e sua religião era desejo.